# Río Aguín
El río Aguín es un curso de agua del noroeste de la península ibérica, afluente del Piloña. Discurre por Asturias.

## Curso
El río, que discurre por la comunidad autónoma española de Asturias, nace de una fuente sita en la villa de Infiesto. Tras bañar parroquias como las de Anayo, Biao, Sieres, Borines, Vallobal y San Román de Villa, desagua en el Piloña a la altura de Miyares. A mediados del siglo XIX, criaba «ricas truchas y anguilas». Aparece descrito en el primer volumen del Diccionario geográfico-estadístico-histórico de España y sus posesiones de Ultramar de Pascual Madoz con las siguientes palabras:

AGUIN: r. en la prov. de Oviedo, part. jud. de Infiesto y térm. municipal de Piloña: tiene su origen en la fuente de la Llomba, del l. de la Infiesta, felig. de Borines: recoge las aguas de los arroyos que bajan del collado de la Llama y pueblos de Anayo, Biao, Sieres y Borines: atraviesa esta parr., y continuando su direccion de N. á S. divide el térm. de las de Vallobal y S. Roman de Villa, dejando esta á la der. y siguiendo á Miyares, sit. á la márg. izq., entra en el r. Grande ó Piloña, frente al sitio de las Huelgas. En su curso de una leg., tiene 4 puntos de piedra y de un arco, el de Aguin, y los otros tres de madera: todo el r., y por cualquier punto es vadeable; impulsa 19 molinos harineros; fertiliza varios prados y ofrece ricas truchas y anguilas.
(Madoz, 1845, p. 170)